# Gentilés de France Z
Pour un article plus général, voir Gentilés de France.
Gentilés des communes françaises par ordre alphabétique
- A
- B
- C
- D
- E
- F
- G
- H
- I
- J
- K
- L
- M
- N
- O
- P
- Q
- R
- S
- T
- U
- V
- W
- X
- Y
- Z

- Zetting, commune située dans le département de la Moselle : Zettingeois, Zettingeoises.
- Zoza, commune située dans le département de la Corse-du-Sud, collectivité territoriale unique de Corse : Zozais, Zozais, Zozaise, Zozaises
- Zuydcoote,  commune située dans le département du Nord et la région Hauts-de-France (ex-région Nord-Pas-de-Calais) : Zuytcootois, Zuytcootois, Zuytcootoise, Zuytcootoises
- Zuytpeene est la dernière commune française dans l'ordre alphabétique, située dans le département du Nord et la région Hauts-de-France (ex-région Nord-Pas-de-Calais) : Zuytpeenois, Zuytpeenois, Zuytpeenoise, Zuytpeenoises

## Pour approfondir